# 田中宗一郎 (サッカー選手)
田中 宗一郎（たなか そういちろう、1993年4月30日 - ）は、三重県津市出身のサッカー選手。ポジションはディフェンダー、フォワード。

## 来歴
JAPANサッカーカレッジを経て、2014年にアルビレックス新潟シンガポールに加入した。アルビレックス新潟プノンペンを経て、2015年にフィリピン2部リーグのJPヴォルテスFCに移籍し、クラブの1部昇格に貢献した。
2016年1月中旬からプルヴァ・ツルノゴルスカ・フドバルスカ・リーガのFKイスクラ・ダニロヴグラードのキャンプに参加、練習試合でのプレーが評価されて2016年2月に加入した。
FKオグレを経て、2017年2月にFKスラビアに加入した。2018年1月に退団した。2018年1月から8月までFC.ISE-SHIMAに所属。
2019年4月にウランバートル・シティFCに加入した。同年10月30日に退団した。
2020年1月にスリマ・ワンダラーズFCに加入した。